# Ꝣ
Cette page contient des caractères spéciaux ou non latins. S’ils s’affichent mal (▯, ?, etc.), consultez la page d’aide Unicode.
Z wisigothique (capitale Ꝣ, minuscule ꝣ), est une lettre additionnelle de l’alphabet latin utilisée dans certains manuscrits carolingiens. Sa forme provient d’une forme de z de l’écriture wisigothique, où le trait supérieur remonte en se recourbant, utilisée moins fréquemment que le z où le trait supérieur s’incline à son extrémité gauche. Plusieurs manuscrits mélangent cette lettre wisigothique aux lettres gothiques. Elle était utilisée comme lettre distincte de z dans des manuscrits en vieux portugais, vieux léonais et vieux castillan. Des scribes ignorant son origine ont interprété ce trait comme étant la partie principale de la lettre diminuant la partie inférieure du z, pour finalement donner le c cédille ‹ ç ›,.

## Utilisation

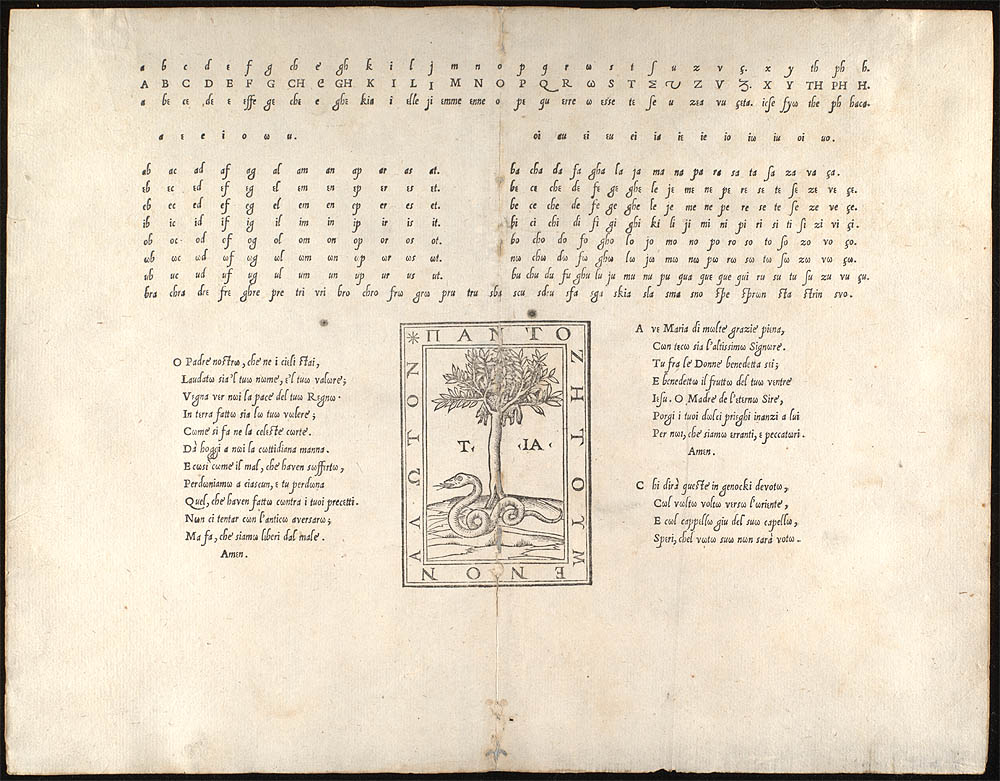
Specimen de caractère étendu de Ludovico degli Arrighi et utilisé par Tolomeao Janiculo, circa 1522, avec le z wisigothique.

## Représentations informatiques
Le z wisigothique peut être représenté avec les caractères Unicode (Latin étendu D) suivants :
| formes    | représentations | chaînes de caractères | points de code | descriptions                           |
| --------- | --------------- | --------------------- | -------------- | -------------------------------------- |
| capitale  | Ꝣ               | Ꝣ                     | U+A762         | lettre majuscule latine z wisigothique |
| minuscule | ꝣ               | ꝣ                     | U+A763         | lettre minuscule latine z wisigothique |